# عزلة آل غشام الملاجم (البيضاء)

تعديل مصدري - تعديل

عزلة ال غشام الملاجم هي إحدى عزل مديرية الملاجم في محافظة البيضاء اليمنية ويبلغ تعداد سكانها 5734 نسمة حسب التعداد السكاني في اليمن لعام 2004.